# Hardtplätzchen
Hardtplätzchen ist eine Ortslage im Wuppertaler Wohnquartier Herbringhausen im Stadtbezirk Langerfeld-Beyenburg.

## Geografie
Die Ortslage befindet sich westlich des Weilers In der Hardt und südlich des Weilers Spieckern an der Landesstraße 411 auf dem Höhenzug (328 m ü. NHN) zwischen den Tälern des Herbringhauser Bachs und der Wupper. Der Ort grenzt an Grünental im Westen und In der Hardt im Osten, das mit Hardtplätzchen heute beinahe eine geschlossene Siedlungsfläche bildet.

## Geschichte
Hardtplätzchen wurde Ende des 18., Anfang des 19. Jahrhunderts gegründet. Der Hof lag an der Trasse des Heerwegs Köln–Dortmund, einem bedeutenden mittelalterlichen Handels-, Pilger- und Heerweg zwischen dem Rhein und Westfalen. Die Trasse wird heute von der Landesstraße 411 genutzt.
1815/16 lebten 22 Einwohner im Ort. 1832 war Hardtplätzchen weiterhin Teil der Honschaft Walbrecken, die nun der Bürgermeisterei Lüttringhausen angehörte. Der laut der Statistik und Topographie des Regierungsbezirks Düsseldorf als Ackergut bezeichnete Ort besaß zu dieser Zeit zwei Wohnhäuser, ein landwirtschaftliches und ein öffentliches Gebäude. Zu dieser Zeit lebten 25 Einwohner im Ort, sieben katholischen und 18 evangelischen Glaubens. Im Gemeindelexikon für die Provinz Rheinland von 1888 werden zwei Wohnhäuser mit 33 Einwohnern angegeben.